# Emeryk Syrewicz

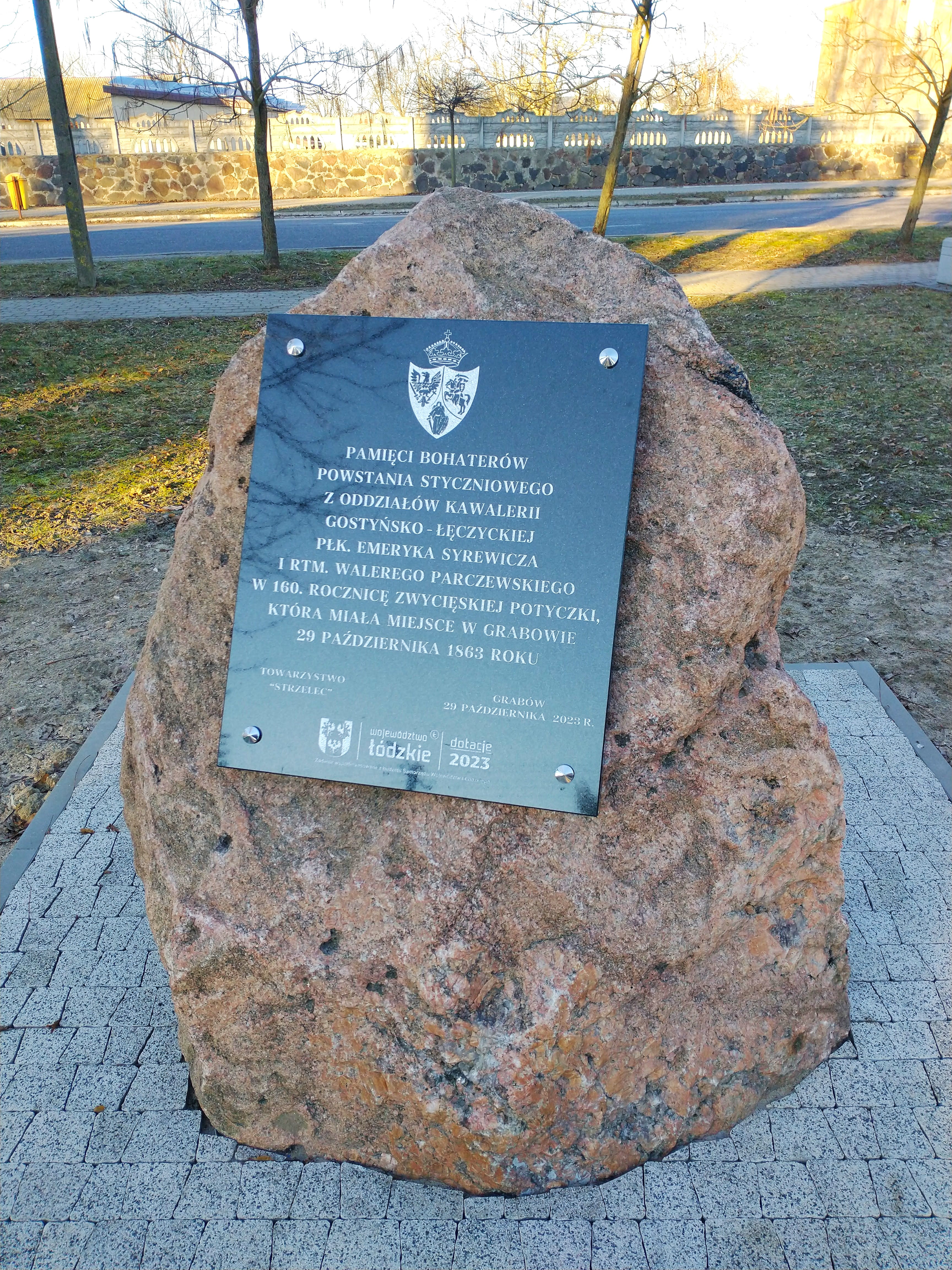
Pomnik Emeryka Syrewicza i rotmistrza Walerego Parczewskiego w Grabowie

Emeryk Syrewicz (także: Serewicz, Sirewicz, ur. około 1832 w guberni kijowskiej, zm. po 1881 w USA lub we Lwowie) – polski lekarz wojskowy, podpułkownik, powstaniec styczniowy, dowódca najbardziej aktywnego oddziału ziemi gostynińskiej, jeden z najwierniejszych towarzyszy broni Edmunda Calliera.

## Życiorys

### Lata wczesne i armia rosyjska
Jego ojciec, Ksawery, był ziemianinem i miał majątek na terenie guberni kijowskiej. Studiował medycynę w Wilnie. Studia te ukończył po 1854. W 1859 został członkiem Towarzystwa Lekarskiego Wileńskiego po przedłożeniu pracy naukowej zatytułowanej "Hydrothorax izleczen mołokom". Wkrótce potem wstąpił do armii carskiej i w latach 60. XIX wieku został radcą nadzwyczajnym i lekarzem wojskowym. Służył w Ładożskim Pułku Piechoty. Mógł należeć do tajnej organizacji oficerskiej po przeniesieniu do Łęczycy, gdzie objął funkcję lekarza sztabowego w formacji lekkiej artylerii konnej.

### Powstanie styczniowe
Do powstańców styczniowych przyłączył się najprawdopodobniej już w pierwszych dniach walk. 28 stycznia 1863 napadł wraz ze zorganizowanym przez siebie oddziałem na kozaków transportujących jeńców, uwalniając więźniów. Akcja przeprowadzona została w okolicach jeziora Białego koło Gostynina. Według innych wersji przystąpił do powstania dopiero 3 maja 1863 pod wpływem Józefa Dworzaczka, naczelnika powstańczego powiatu łęczyckiego, również lekarza. Niedługo po tej dacie Edmund Callier mianował go dowódcą stuosobowego oddziału jazdy gostynińskiej. Nominację tę potwierdził generał Edmund Taczanowski. Oddział Syrewicza wykazywał się wyjątkową aktywnością i odwagą w walce z zaborcą. Operował na ziemi rawskiej, gostynińskiej oraz łowickiej i, mimo że był kilkukrotnie rozbijany, dotrwał do grudnia 1863. Do najważniejszych epizodów oddziału należały:
- atak na Łódź wraz z Robertem Skowrońskim i Józefem Skrzyńskim (18 czerwca 1863, akcja nieudana),
- zwycięskie starcia z piechotą rosyjską i kozakami pod Walewicami i Balkowem razem ze Skowrońskim, Skrzyńskim i Walentym Parczewskim (8–9 lipca 1863),
- zwycięskie starcie pod Kterami (lipiec 1863),
- porażka z kozakami w Ciechomicach (20 lipca 1863),
- starcia pod Dobrzelinem (22 lipca), Walewicami (24 lipca) i Złakowem Kościelnym (krwawa porażka, 25 lipca 1863) u boku Edmunda Calliera,
- starcie pod Słupem po zebraniu rozproszonych oddziałów Calliera (8 sierpnia 1863, strata siedemnastu osób i dziewięciu powieszonych przez Rosjan),
- zwycięski bój pod Walewicami (14 sierpnia 1863) i Kutnem (18 sierpnia 1863) ze znacznymi stratami w ludziach u Rosjan,
- zwycięskie starcie pod Grabowem ze znacznymi stratami w ludziach i sprzęcie u Rosjan oraz wyparciem ich z miasta (29 października 1863),
- klęska pod Sobotą (14 listopada 1863), gdzie Syrewicz został ranny, ale mimo tego walczył dalej,
- klęska pod Łączewną i śmierć 25 powstańców (20 listopada 1863),
- klęska pod Szewem i strata trzydziestu ludzi (22 listopada 1863),
- klęska pod Stępowem i śmierć kolejnych trzydziestu żołnierzy (25 listopada 1863)[1][2].

Szlak bojowy oddziału Syrewicza zakończył się około 8 grudnia 1863 w Balkowie (gmina Piątek), gdzie Rosjanie rozbili resztki formacji i aresztowali, a następnie rozstrzelali we Włocławku ostatniego jego dowódcę, z pochodzenia Włocha, Stanislao Bechiego. 11 grudnia 1863 Romuald Traugutt mianował Syrewicza podpułkownikiem.

### Emigracja
Wkrótce po klęsce powstania przedostał się do Poznania, a w końcu grudnia 1863 do Francji, gdzie osiadł na przedmieściach Paryża (miał tam nabyć willę). Zapewne w 1865 wyemigrował do Stanów Zjednoczonych. W grudniu 1881 zanotowano jego obecność w Chicago. Nie jest znane miejsce jego śmierci – według różnych wersji miał umrzeć w USA lub wrócić do Europy i ostatnie lata życia spędzić we Lwowie.

## Rodzina
Miał żonę Wilhelminę, która w 1864 wystąpiła bezskutecznie do władz carskich o rozwiązanie małżeństwa z uwagi na udział męża w powstaniu styczniowym.